# Hyparrhenia anamesa
Hyparrhenia anamesa är en gräsart som beskrevs av Clayton. Hyparrhenia anamesa ingår i släktet Hyparrhenia och familjen gräs. Inga underarter finns listade i Catalogue of Life.